# Hymn Tuwy
Men tywa men (tuwiński Мен тыва мен, pol. „Jestem Tuwińcem”) – hymn Tuwy, republiki autonomicznej w składzie Federacji Rosyjskiej. Przyjęty został 11 sierpnia 2011 mocą Ustawy Konstytucyjnej Republiki Tuwy w sprawie Hymnu Państwowego. Autorem tekstu jest Okej Szanagasz, muzykę skomponował Kantomur Saryglar. Stylistycznej redakcji tekstu oraz jego dopasowania do tuwińskiego języka literackiego dokonał znany tuwiński poeta Aleksander Darżaj.
Hymn ten zastąpił poprzedni hymn narodowy Tooruktug dolgaj tangdym, zatwierdzony przez Churał Narodowy (Parlament) Tuwy w roku 1993. 

## Tekst
Obecnie istnieje tylko wersja w języku tuwińskim.
| Tekst tuwiński | Tłumaczenie polskie |
| --- | --- |
| Арт-арттың оваазынга Дажын салып чалбарган Таңды, Саян ыдыынга Агын өргээн тыва мен. Кожумаа: Мен – тыва мен Мөңге харлыг дагның оглу мен. Мен – тыва мен, Мөңгүн суглуг чурттуң төлү мен. Өгбелерим чуртунда Өлчей тарып иженген, Өткүт хөөмей ырынга Өөрүп талаан тыва мен. Кожумаа: Мен – тыва мен, Мөңге харлыг дагның оглу мен. Мен – тыва мен, Мөңгүн суглуг чурттуң төлү мен. Аймак чоннар бүлези Акы-дуңма найыралдыг, Депшилгеже чүткүлдүг Демниг чурттуг тыва мен. Кожумаа: Мен – тыва мен, Мөңге харлыг дагның оглу мен. Мен – тыва мен, Мөңгүн суглуг чурттуң төлү мен. | Jestem Tuwińcem, który się pomodlił Włożywszy kamień do owaa najświętszych gór. Jestem Tuwińcem, który pokropił białym mlekiem Święte szczyty Tangdy i Sajan. Refren: Jestem Tuwińcem, Synem wiecznie ośnieżonych gór. Jestem Tuwinką, Córką kraju rzek srebrzystych. Jestem Tuwińcem, który zawiązał węzeł szczęścia W Ojczyźnie dawnych przodków. Jestem Tuwińcem zafascynowanym Brzmiącą pieśnią chöömeju. Refren: Jestem Tuwińcem, Synem wiecznie ośnieżonych gór. Jestem Tuwinką, Córką kraju rzek srebrzystych. Ludy w jednej rodzinie Są bliskie, jak bracia. Ja, Tuwiniec, mam zjednoczony Kraj, dążący do postępu. Refren: Jestem Tuwińcem, Synem wiecznie ośnieżonych gór. Jestem Tuwinką, Córką kraju rzek srebrzystych. |